# گمینا ژنگن
گمینا ژنگن (به لهستانی:  Gmina Żnin) یک گمینا در لهستان است که در شهرستان ژنین واقع شده‌است. گمینا ژنگن ۲۵۱٫۵۵ کیلومتر مربع مساحت و ۲۴٬۰۸۹ نفر جمعیت دارد.

## خواهرخوانده
شهر متمان خواهرخواندهٔ گمینا ژنگن هست.